# Guamiranga
Guamiranga est une municipalité brésilienne située dans l'État du Paraná dans la région sud du Brésil